# Culture autrichienne
 (mars 2023).
La culture de l'Autriche, pays de l'Europe centrale, désigne d'abord les pratiques culturelles observables de ses habitants (9 000 000, estimation 2017).

## Langues, peuples, cultures

### Langues
- Langues en Autriche, Langue d'Autriche (rubriques)
- Minderheitensprachen in Österreich (de)
- Langues immigrantes

### Peuple(s)
- Démographie de l'Autriche
- Groupes ethniques en Autriche
  - Autrichiens
  - Bosnian Austrians (en)
  - Burgenland Croats (en)
  - Diaspora serbe en Autriche
  - Minorité magyare d'Autriche
  - Slovaks in Austria (en)
  - Slovènes, Carinthian Slovenes (en)
  - Tyroliens,
  - Walser (peuple) (10 000)
  - Yéniches, Sinti und Roma (de), Burgenlandroma (de), Romani people in Austria (en)
- Nouveaux Autrichiens
  - origine est-européenne : Russians in Austria (en), Armenians in Austria (en), Tchétchènes en Autriche, Greeks in Austria (en), Turks in Austria (en)
  - origine asiatique : Coréens, Pakistaner in Österreich (de), Nepalis in Austria (en), Pakistanis in Austria (en), Filipinos in Austria (en)
  - origine africaine : Afroösterreicher (de)
  - Arabs in Austria (en), Syrians in Austria (en),

## Traditions

### Religion
- Religion en Autriche, Religion en Autriche (rubriques)
- Christianisme en Autriche
  - Catholicisme en Autriche
    - Conférence épiscopale autrichienne
    - La Communauté des chrétiens
    - Confrérie de saint Christophe d'Arlberg

  - Protestantismes 
    - Evangelical Church of the Augsburg Confession in Austria (en)
    - Evangelische Koreanische Kirche (Wien) (de)

  - Orthodoxies : Église orthodoxe serbe en Autriche, Éparchie d'Autriche et de Suisse
- Autres spiritualités
  - Islam in Austria (en) (7 %)
  - Judaïsme en Autriche, Zentrum für Jüdische Kulturgeschichte (de)
  - Hinduism in Austria (en) (4 000)
- Buddhism in Austria (en) (10 000
  - Sikhisme en Autriche (en) (3 000)
  - Traditions alpines préchrétiennes
  - Néopaganisme en Europe germanophone (WICA, Druidisme, Asatru…), Neopaganism in German-speaking Europe (en)
- Liberté de religion en Autriche (en)

### Symboles
- Armoiries de l'Autriche
- Drapeau de l'Autriche
- Land der Berge, Land am Strome, hymne national autrichien, depuis 1946

### Fêtes
- Jours fériés en Autriche
- Fête nationale autrichienne
- Fête de la Saint-Étienne

## Société

### Sciences

#### Scientifiques célèbres

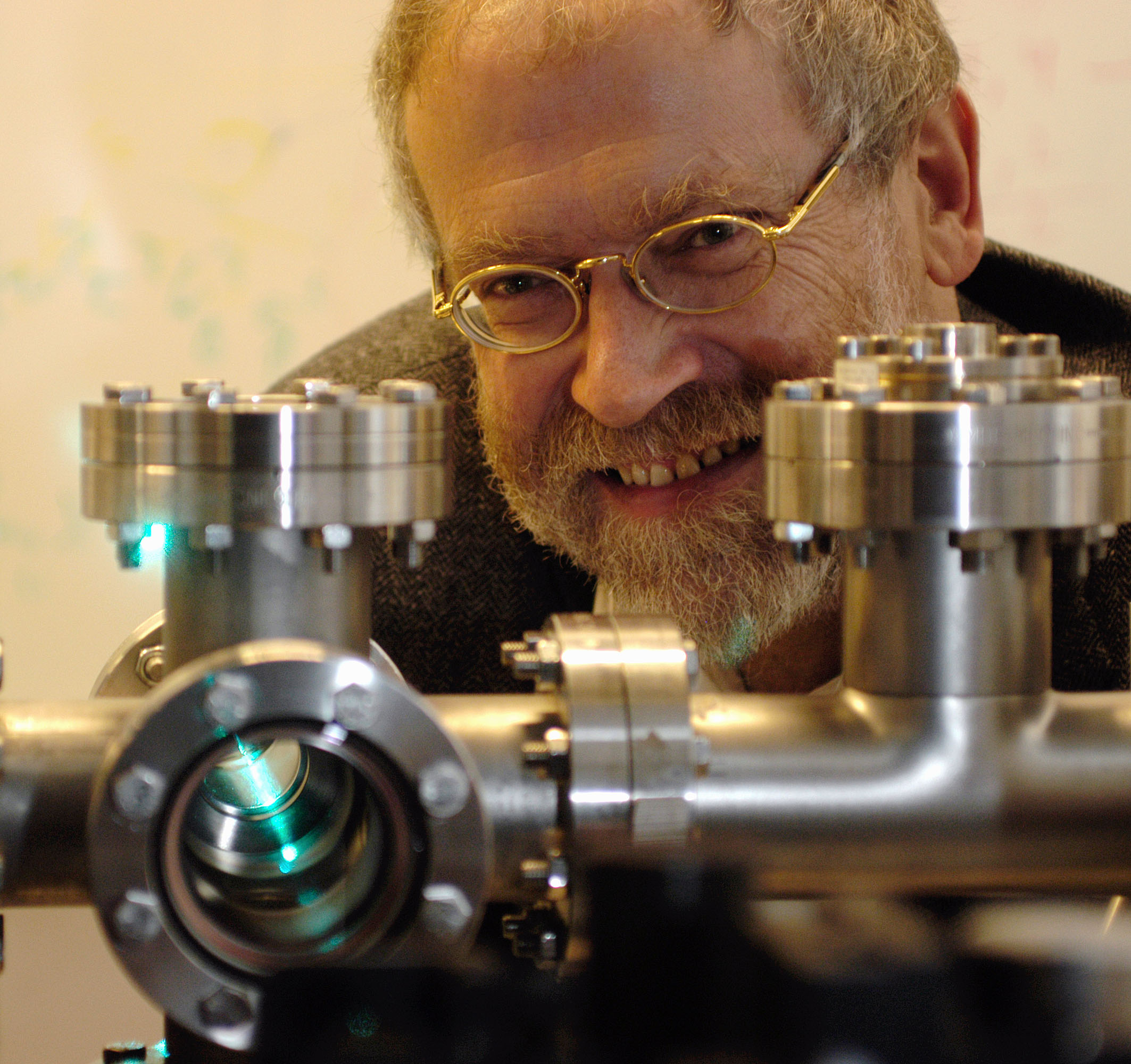
Anton Zeilinger

- Biologie : Gregor Mendel, Hans Hass
- Chimie : Walter Kohn, Lise Meitner, Johann Josef Loschmidt, Fritz Pregl, Richard Adolf Zsigmondy, Max Ferdinand Perutz, Carl Auer von Welsbach
- Droit : Hans Kelsen
- Économie : Joseph Schumpeter, Carl Menger, Ludwig von Mises, Friedrich Hayek, Eugen von Böhm-Bawerk (École autrichienne d'économie)
- Mathématique : Kurt Gödel, Hans Hahn
- Médecine : Julius Wagner-Jauregg, Karl Landsteiner, Konrad Lorenz, Ignaz Philipp Semmelweis
- Philosophie : Ludwig Wittgenstein, Karl Popper, Paul Feyerabend
- Physique : Ernst Mach, Erwin Schrödinger, Anton Zeilinger, Wolfgang Pauli, Ludwig Boltzmann, Christian Doppler, Victor Franz Hess
- Psychologie : Sigmund Freud, Alfred Adler, Viktor Frankl, Paul Watzlawick
- Sociologie : Paul Lazarsfeld

- Ingénieurs : Viktor Kaplan (turbine Kaplan), Joseph Ressel (propulsion des navires par l'hélice), Ferdinand Porsche

### Autres célébrités
- Politique : Bruno Kreisky, Simon Wiesenthal, Klemens Wenzel von Metternich, Kurt Waldheim
- Industrie : Frank Stronach, Dietrich Mateschitz

### Universités
- Éducation en Autriche (en), Éducation en Autriche (rubriques)
- Liste des universités en Autriche (en)
- Université de Vienne
- Université de Graz
- Université de Linz
- Université d'Innsbruck
- Université de Klagenfurt
- Université technique de Vienne (TU Wien)
- Université technique de Graz (TU Graz)

## Arts de la table

### Cuisine
- Cuisine autrichienne
- Fromages autrichiens
- Gastronomie autrichienne (rubriques)

La cuisine autrichienne reste méconnue au-delà des clichés de la choucroute et des saucisses. Riche en crème fraîche, farine et lard, elle offre cependant une grande diversité de plats, alliant tradition et modernité et est une synthèse des cuisines d'Europe centrale. L'explication est historique autant que géographique : l'Allemagne, la République tchèque, la Slovaquie, la Hongrie, la Croatie, la Slovénie, l'Italie ou la Suisse étaient jadis sous l'autorité de l'Empire des Habsbourg. La cuisine autrichienne est un reflet de ce rayonnement politique.
Chacun des neuf États fédérés du pays s'enorgueillit de traditions culinaires propres.

### Boisson(s)
- Lait
- Café
- Chocolat chaud
- Boissons gazeuses
- Bière, Beer in Austria (en)
- Viticulture en Autriche
- Most, Sturm
- Alcools : Schnaps

## Santé
- Santé en Autriche, Santé en Autriche (rubriques), Healthcare in Austria (en)
- Psychothérapeutes autrichiens

### Sports, arts martiaux
- Sport en Autriche, Sport en Autriche (rubriques)
- Sportifs autrichiens
  - Skieurs alpin : Franz Klammer, Hermann Maier, Benjamin Raich, Toni Sailer, Karl Schranz, Andreas Goldberger, Anton Innauer, Michaela Dorfmeister, Andrea Fischbacher
  - Pilotes automobiles : Niki Lauda, Jochen Rindt, Gerhard Berger, Christian Klien, Karl Wendlinger, Roland Ratzenberger, Manfred Stohl
  - Joueurs de tennis : Thomas Muster
  - Nageurs : Markus Rogan, Vera Lischka
  - Footballeurs : Ernst Happel, Johann Krankl, Anton Polster, Herbert Prohaska, Matthias Sindelar

## Média
- Média en Autriche, Média en Autriche (rubriques)
- Telecommunications in Austria (en)
- Journalistes autrichiens
- Liberté de parole en Autriche
- Censure en Autriche

### Presse écrite
- Presse écrite en Autriche, Presse écrite en Autriche (rubriques)
- Liste de journaux en Autriche
- List of magazines in Austria (en)

### Radio
- Radio en Autriche (en), Radio en Autriche (rubriques)
- Liste des stations de radio en Autriche

### Télévision
- Télévision en Autriche, Télévision en Autriche (rubriques)
- Liste des chaînes de télévision en Autriche

### Internet (.at)
- Internet en Autriche, Internet en Autriche (rubriques)
- Télécommunications en Autriche (en)
- Blogueur autrichiens
- Sites web autrichiens

## Littérature
- Littérature autrichienne, Littérature autrichienne (rubriques)
- Écrivains autrichiens
- Livres  autrichiens
- Biedermeier : Franz Grillparzer, Johann Nestroy, Ferdinand Raimund, Adalbert Stifter
- Réalisme (littérature) : Marie von Ebner-Eschenbach, Ludwig Anzengruber, Peter Rosegger
- Wiener Moderne et Première République : Stefan Zweig, Hugo von Hofmannsthal, Arthur Schnitzler, Peter Altenberg, Karl Kraus, Theodor Herzl, Alfred Polgar, Joseph Roth, Robert Musil, Ödön von Horváth, Hermann Broch, Bertha von Suttner, Rainer Maria Rilke
- Deuxième République : Thomas Bernhard, Ingeborg Bachmann, Heimito von Doderer, Ernst Jandl, Friedrich Torberg, Peter Handke, Elfriede Jelinek, Ilse Aichinger, Erich Fried, Robert Menasse, Felix Mitterer, Peter Turrini

## Artisanat
- Arts appliqués, Arts décoratifs, Arts mineurs, Artisanat d'art, Artisans
- Artisanat par pays

Les savoir-faire liés à l’artisanat traditionnel relèvent (pour partie) du patrimoine culturel immatériel de l'humanité. On parle alors de trésor humain vivant.
Mais une grande partie des techniques artisanales ont régressé, ou disparu, dès le début de la colonisation, et plus encore avec la globalisation, sans qu'elles aient été suffisamment recensées et documentées.	

### Textiles, cuir, papier
- Couturiers autrichiens
- Stylistes autrichiens
- Blaudrück, ou Bettelkelsch, technique d'impression de réserves à la planche

### Verrerie d'art
- Maîtres verriers autrichiens

## Arts visuels
- Artistes autrichiens
- Artistes contemporains autrichiens
- Musées d'art en Autriche
- museum in progress (en)
- Arts Initiative KNIE (en)
- Tobias Seicherl (en)

### Dessin
- Dessinateurs autrichiens

### Peinture
- Biedermeier : Ferdinand Georg Waldmüller
- Jugendstil (Art nouveau): Gustav Klimt, Egon Schiele, Koloman Moser
- Expressionnisme : Richard Gerstl, Albin Egger-Lienz, Oskar Kokoschka
- Dadaïsme : Raoul Hausmann
- Art brut en Autriche
- Moderne : Arnulf Rainer, Gottfried Helnwein, Hermann Nitsch
- (de) Liste de peintres autrichiens
- Peintres autrichiens
- Tableaux de peintres autrichiens

### Sculpture
- Sculpteurs autrichiens

### Architecture
- Baroque : Johann Bernhard Fischer von Erlach, Lukas von Hildebrandt
- Art nouveau (Jugendstil) : Otto Wagner, Richard Neutra
- Contre l'Art nouveau : Adolf Loos
- Moderne : Friedensreich Hundertwasser, Gustav Peichl, Hans Hollein, Clemens Holzmeister, Roland Rainer
- Le centre historique de Salzbourg a été classé au patrimoine mondial de l'UNESCO en 1996.
- Le centre historique de Vienne, capitale de l'Autriche, a été classé au patrimoine mondial de l'UNESCO en 2001.
- Bâtiments célèbres : cathédrale Saint-Étienne, château de Schönbrunn, Hofburg, Belvédère, forteresse de Hohensalzburg, Petit Toit d'or, Grazer Uhrturm, Schloss Hellbrunn, Schloss Esterházy Eisenstadt
- Architecture en Autriche (rubriques)
- Urbanisme en Autriche (rubriques)
- Liste d'artistes et d'architectes autrichiens (en)

### Photographie
- Photographes autrichiens

### Graphisme
- Graveurs autrichiens
- Illustrateurs autrichiens
- Affichistes autrichiens

## Arts du spectacle
- Spectacle vivant, Performance, Art sonore
- Arts de performance par pays

### Musique
- Musique autrichienne, Musique autrichienne (rubriques)
- Salles d'opéra en Autriche

#### Musique classique
La musique classique est toujours très importante en Autriche et l'on dénombre de nombreux musiciens autrichiens, les plus célèbres étant :
- Wolfgang Amadeus Mozart
- Franz Schubert
- Joseph Haydn
- Ludwig van Beethoven (né à Bonn, mais il travailla et habita à Vienne de 1792 jusqu'à sa mort en 1827)
- Alban Berg
- Anton Bruckner
- Gottfried von Einem
- Erich Wolfgang Korngold,
- Fritz Kreisler
- Ernst Krenek
- Joseph Lanner
- Franz Lehár
- Gustav Mahler
- Arnold Schönberg
- Johann Strauss 'fils' (valse viennoise)
- Franz von Suppé
- Anton Webern.

Le Concert du nouvel an à Vienne (en allemand : Das Neujahrskonzert der Wiener Philharmoniker) de l'Orchestre philharmonique de Vienne est connu dans le monde entier. Ce concert a lieu chaque année le matin du 1er janvier. Il est diffusé à travers le monde pour une audience estimé à un milliard de personnes dans 44 pays.
- Chefs d'orchestre célèbres : Herbert von Karajan, Karl Böhm, Erich Kleiber, Bruno Walter, Nikolaus Harnoncourt, Franz Welser-Möst

- Orchestres célèbres : Wiener Philharmoniker, Wiener Symphoniker, Bruckner Orchester Linz

- Opéras célèbres (œuvres) : La Flûte enchantée, Die Entführung aus dem Serail, Don Giovanni, Così fan tutte, Les Noces de Figaro, Fidelio

- Opéras célèbres (bâtiments) : Wiener Staatsoper, Wiener Volksoper, Grazer Oper

- Salle de concerts célèbres : Musikverein de Vienne, Wiener Konzerthaus, Theater an der Wien, grand palais des festivals de Salzbourg, Linzer Brucknerhaus

#### Musique moderne
- Musiciens célèbres : Udo Jürgens, Joe Zawinul, Friedrich Gulda, Maria Bill, Conchita Wurst
- Austropop : Falco, Austria 3 (Rainhard Fendrich, Wolfgang Ambros, Georg Danzer)
- Autres : Kruder und Dorfmeister

#### Comédie musicale
- Comédie musicale célèbres : Elisabeth, Mozart, Freudiana, Weak Up, Falco
- Scènes : Theater an der Wien, Raimundtheater, Établissement Ronacher, Wörtherseebühne

#### Festivals célèbres
- Wiener Opernball
- Life Ball
- Wiener Festwochen (Festival de Vienne)
- Festival de Salzbourg (Salzburger Festspiele)
- Bregenzer Festspiele (Festival de Bregenz)
- Seefestspiele Mörbisch
- Viennale (Vienna International Film Festival)
- Schubertiade
- Steirischer Herbst (Automne de Styrie)
- Carinthischer Sommer
- Donauinselfest (Fête de l'île du Danube à Vienne)

### Danse
- Danse traditionnelle
- Danse moderne
- Danse contemporaine
- Chorégraphes autrichiens
- Danseurs autrichiens
- Danseuses autrichiennes
- Festivals :  Hip Hop goes Theatr,  ImPulsTanz Vienna International Dance Festival

### Théâtre

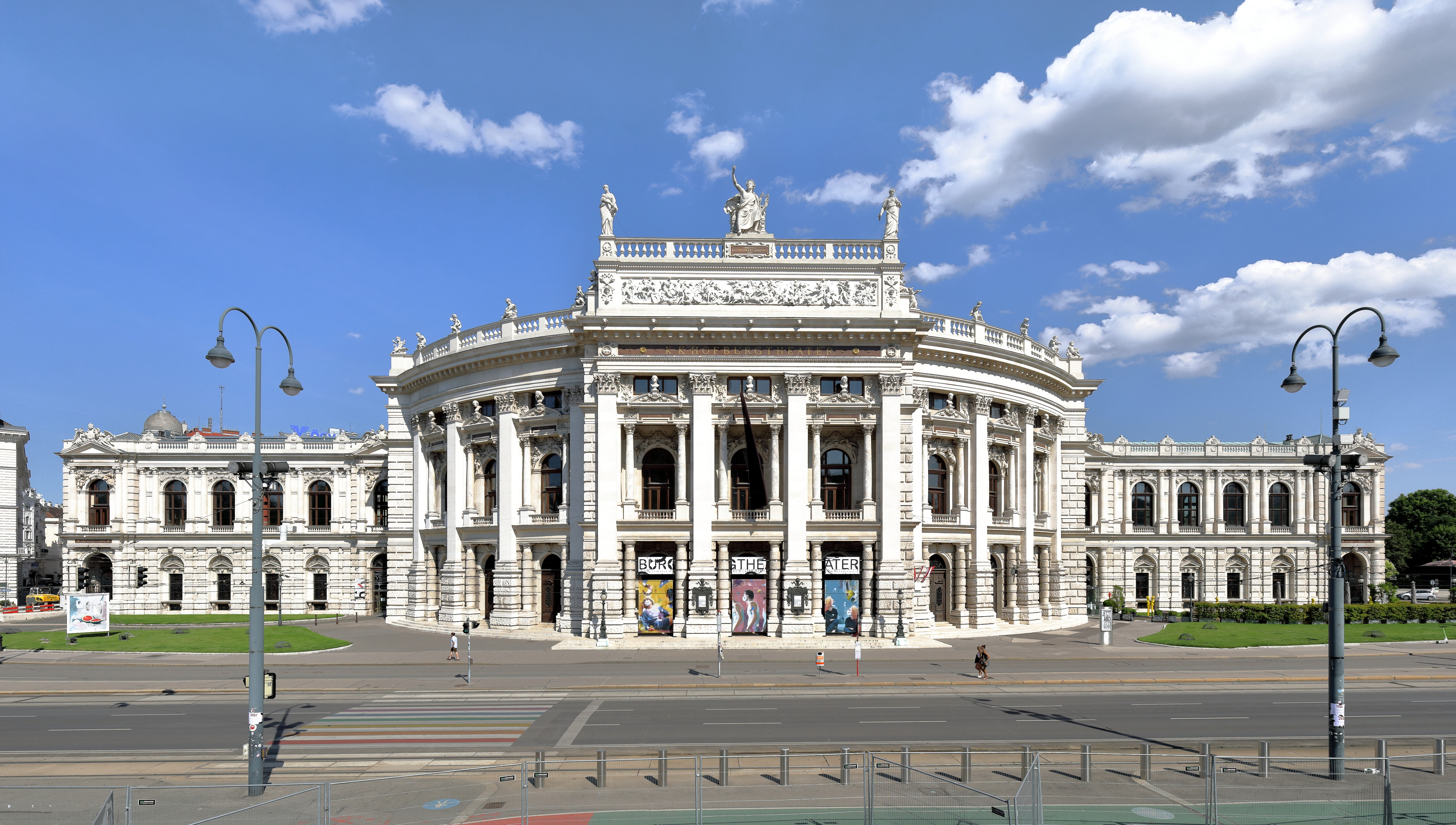
Burgtheater à Vienne

- Théâtre à Vienne : Burgtheater, Akademietheater, Volkstheater, Schauspielhaus, Theater in der Josefstadt, Vienna's English Theatre
- Autres théâtres : Schauspielhaus Graz, Landestheater Salzburg, Felsenreitschule, Landestheater Linz, Tiroler Landestheater
- Dramaturges autrichiens
- Scénographes autrichiens
- Metteurs en scène autrichiens
- Max Reinhardt Seminar
- Acteurs autrichiens
- Actrices autrichiennes
- Pièces de théâtre autrichiennes :  Heldenplatz, Jedermann
- Salles de théâtre à Vienne (Autriche)
- Festivals de théâtre : Salzburg Festival, Shakespeare in Styria, Vienna Festival

### Autres scènes: marionnettes, mime, pantomime, prestidigitation
Les arts mineurs de scène, arts de la rue, arts forains, cirque, théâtre de rue, spectacles de rue, arts pluridisciplinaires, performances manquent encore de documentation pour le pays …
Pour le domaine de la marionnette, la référence est : Arts de la marionnette en Autriche, sur le site de l'Union internationale de la marionnette UNIMA).
- Richard Teschner (de)
- Marionnettistes autrichiens (en)
- Salzburg Marionette Theatre (en) (1913)
- Carnaval en Allemagne, Suisse et Autriche (en), Guggenmusik

### Cinéma
- Cinéma autrichien, Cinéma autrichien (rubriques)
- Réalisateurs autrichiens
  - Michael Haneke, Hubert Sauper, Fritz Lang, Fred Zinnemann, Axel Corti, Ernst Marischka, Georg Wilhelm Pabst
- Scénaristes autrichiens
- Acteurs[1] : Maximilian Schell, Klaus Maria Brandauer, Helmut Berger, Leon Askin, Maria Schell, Hans Moser, Arnold Schwarzenegger, Oskar Werner, Senta Berger, Hedy Lamarr, Erich von Stroheim, Paul Hörbiger
- Films autrichiens
- Prix du film autrichien, Prix Romy

#### Séries télévisées
- Série télévisée : Rex, chien flic

### Autres
- Vidéo, Jeux vidéo, Art numérique, Art interactif
- Jeux vidéo développés en Autriche

## Tourisme
- Tourisme en Autriche, Tourisme en Autriche (rubriques)
- Sur WikiVoyage
- Conseils aux voyageurs pour l'Autriche :
  - France Diplomatie.gouv.fr
  - Canada international.gc.ca
  - CG Suisse eda.admin.ch
  - USA US travel.state.gov

## Patrimoine

### Musées
- Liste de musées en Autriche

#### Musées
- MuseumsQuartier Wien : Kunsthalle Wien, Leopold Museum, Museum Moderner Kunst (MUMOK)...
- Arts : Albertina, musée d'Histoire de l'art de Vienne, palais du Belvédère, musée Liechtenstein, Museum für angewandte Kunst (MAK), Sammlung Essl, Lentos Linz, Wiener Secession
- Sciences : Naturhistorisches Museum Wien, Technische Museum Wien
- Autres : Esperanto Museum, Ars Electronica Center Linz, Grazer Kunsthaus, Künstlerhaus Bregenz, Tiroler Landesmuseum Ferdinandeum, Wiener Haus der Musik, Schatzkammer, Heeresgeschichtliches Museum, Rupertinum Salzburg

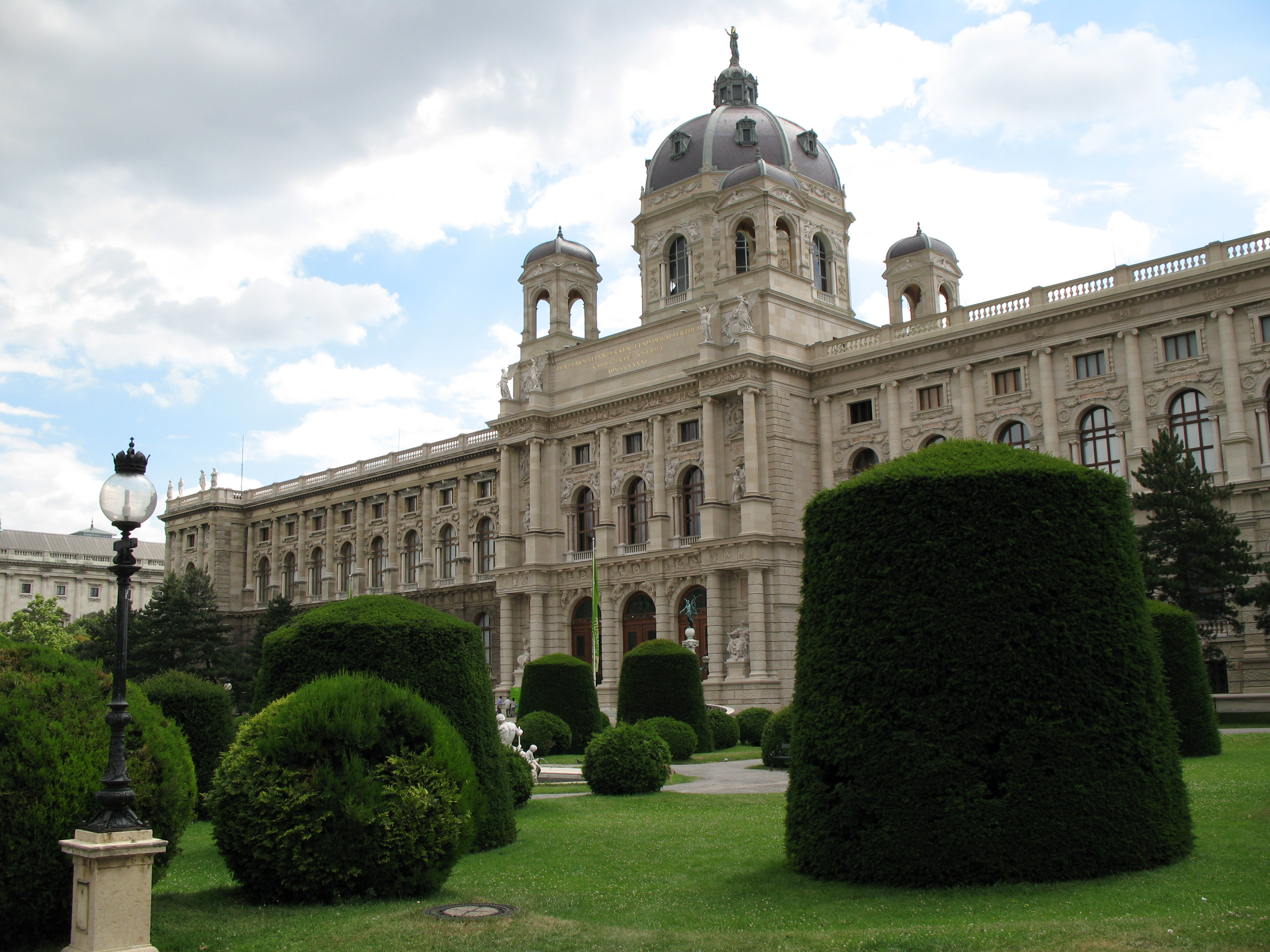
KHM
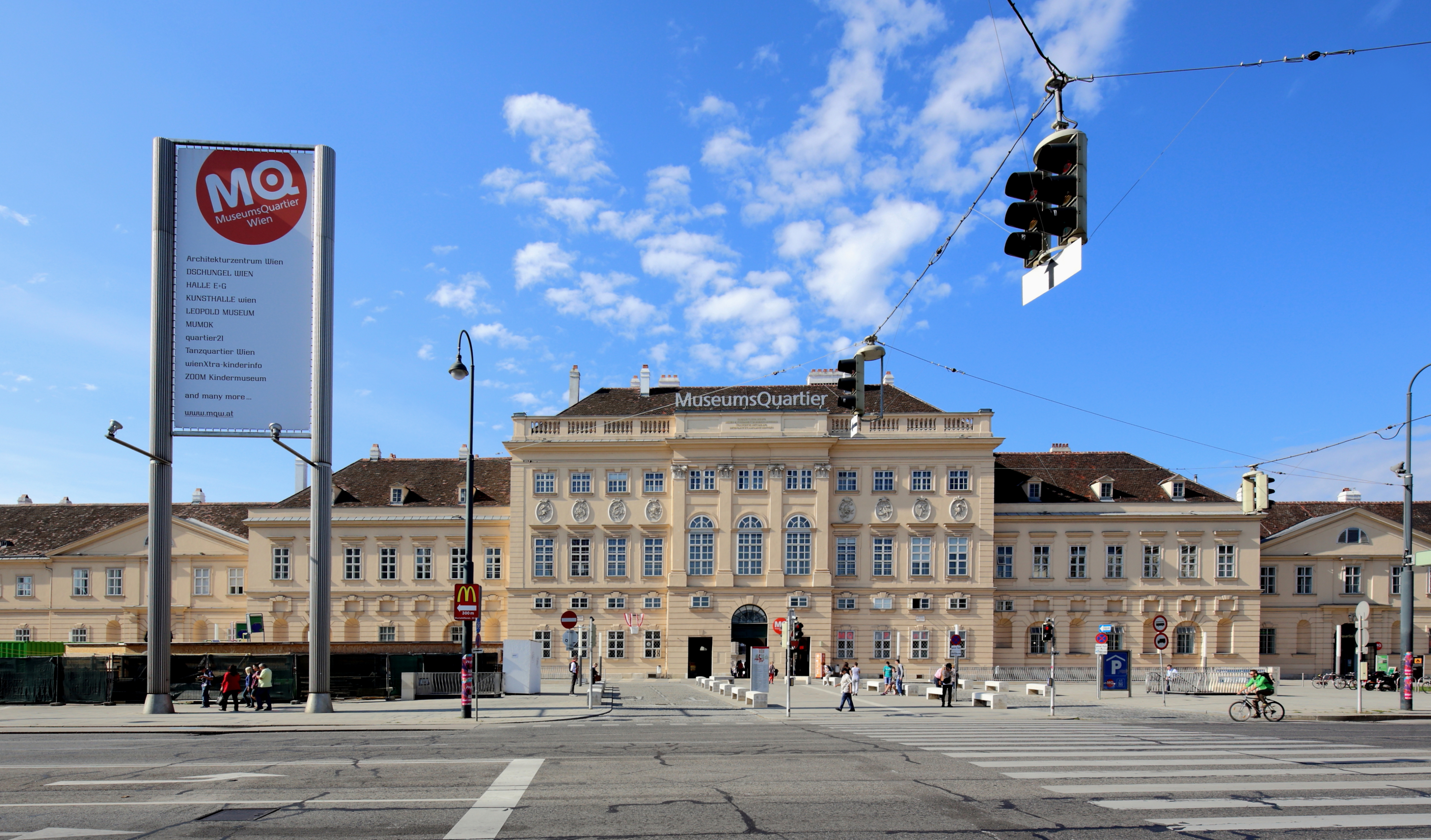
Museumsquartier
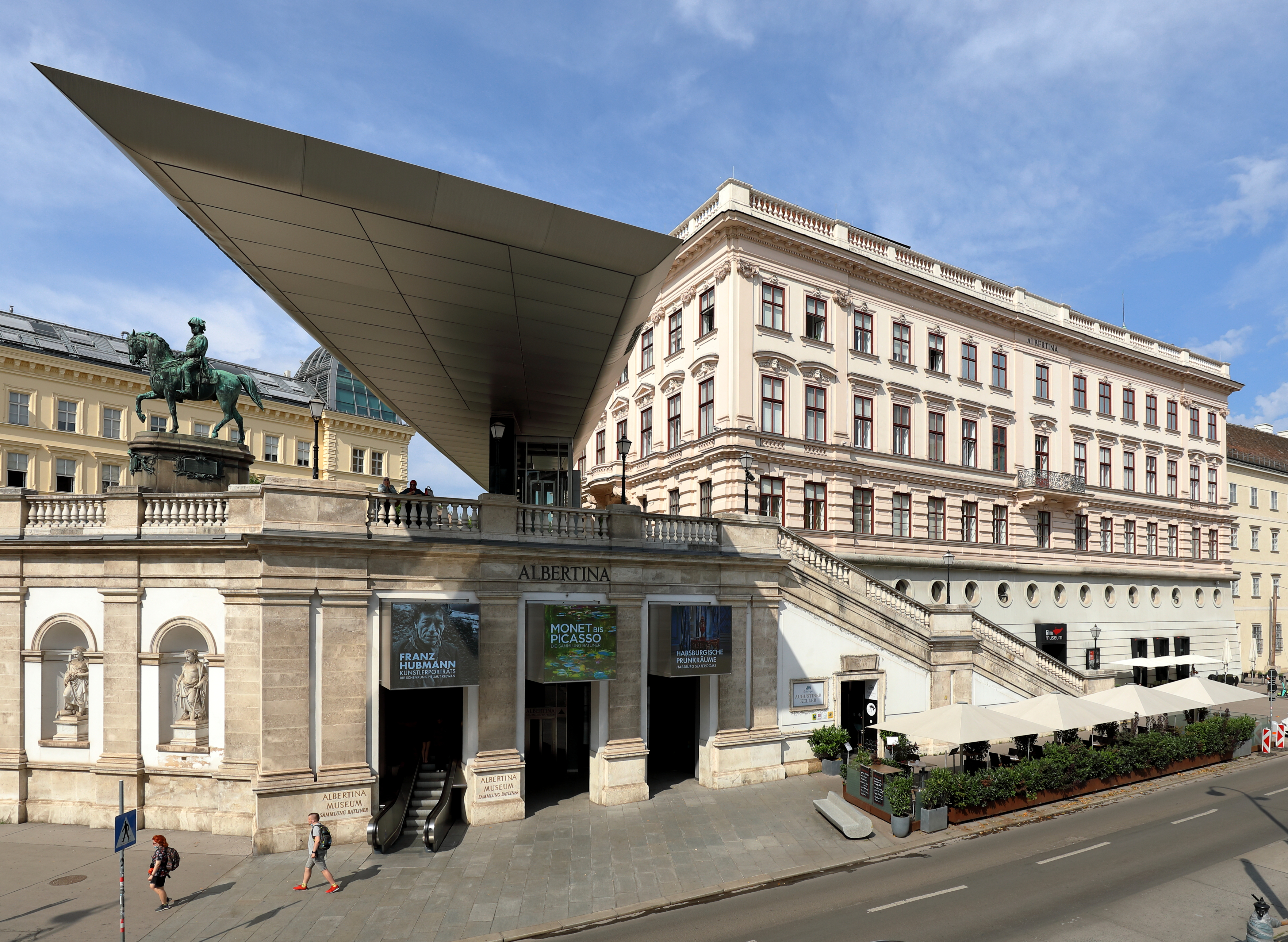
Albertina à Vienne

- Catégorie:Bibliothèque en Autriche

### Liste du Patrimoine mondial
Le programme Patrimoine mondial (UNESCO, 1971) a inscrit dans sa liste du Patrimoine mondial (au 12/01/2016) : Liste du patrimoine mondial en Autriche.

### Liste représentative du patrimoine culturel immatériel de l’humanité
Le programme Patrimoine culturel immatériel (UNESCO, 2003) a inscrit dans sa liste représentative du patrimoine culturel immatériel de l’humanité  :
- 2018 : La gestion du danger d'avalanches[2],
- 2016 : Le carnaval d'Axams avec les Wampeler[3]
- 2015 : L'équitation classique et la Haute École de l'École d'équitation espagnole de Vienne[4]
- 2012 : La fauconnerie, un patrimoine humain vivant (Émirats arabes unis, Autriche, Belgique, République tchèque, France, Hongrie, République de Corée, Mongolie, Maroc, Qatar, Arabie saoudite, Espagne, République arabe syrienne)[5]
- 2012 : Schemenlaufen, le carnaval d’Imst (de) (Imst (Tyrol))[6]

### Registre international Mémoire du monde
Le programme Mémoire du monde (UNESCO, 1992) a inscrit dans son registre international Mémoire du monde (au 10/01/2016) :
- 1997 : Le Dioscurides de Vienne[7].
- 1997 : Acte final du Congrès de Vienne[8].
- 1999 : Les collections historiques (1899-1950) du Phonogrammarchiv de Vienne[9].
- 2001 : Collection de papyrus (collection de l'archiduc Rainer) de la Bibliothèque nationale d'Autriche[10].
- 2001 : Le fonds Schubert de la Bibliothèque de Vienne[11].
- 2003 : L’Atlas Blaeu de Van der Hem de la Bibliothèque Nationale autrichienne (Atlas Maior de Johannes Blaeu)[12].
- 2005 : La Corvina (Bibliotheca Corviniana)(Allemagne, Autriche, Belgique, France, Hongrie, Italie)[13].
- 2005 : Collection Brahms[14].
- 2005 : Collection de dessins d’architecture gothique[15].
- 2007 : La table de Peutinger[16].
- 2011 : La Succession Arnold Schönberg[17].
- 2011 : Le psautier de Mayence à la bibliothèque nationale autrichienne[18].
- 2013 : La Bulle d’or (1536) - l’original des Archives nationales autrichiennes (HHStA) et le précieux manuscrit de la Bibliothèque nationale autrichienne[19].